# Alhendín
Alhendín er en by og kommune i det sydøstlige Spanien i provinsen Granada. Den har et indbyggertal på 10.399 (2024) indbyggere.